# Anolis proboscis
El anolis cornudo de Mindo (Anolis proboscis) es una especie de pequeño lagarto de la familia Dactyloidae. Fue descubierto en 1953 en Ecuador y descrito formalmente por Peters y Orcés en 1956. Su hábitat son bosques nublados entre los 1200 y 1650 m de altitud cerca de Mindo en la provincia de Pichincha, Ecuador. Es una especie arbórea.

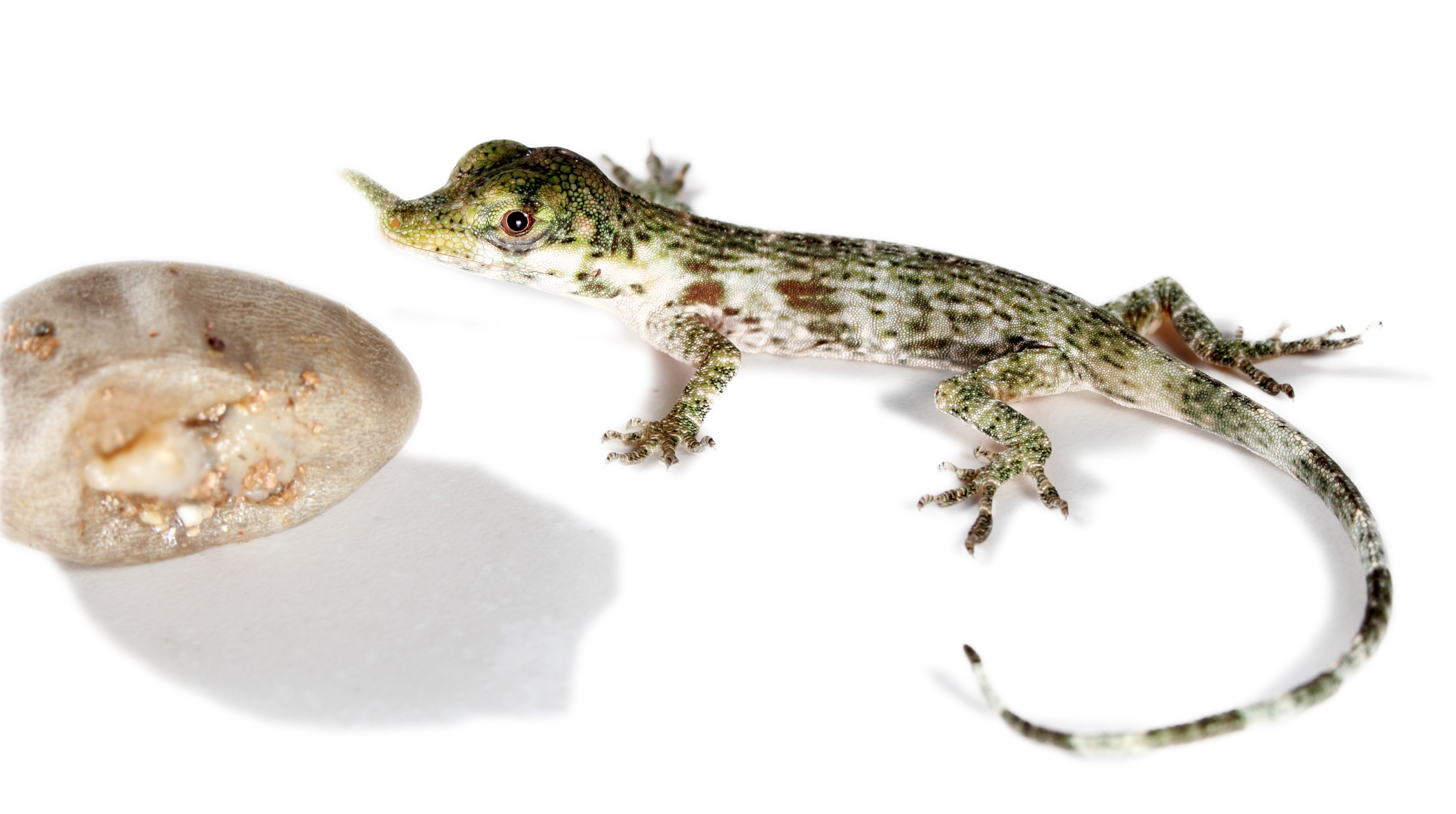
Neonato.

Su cuerpo mide entre 54 y 78 milímetros, y la cola mide algo más que el cuerpo. Los machos presentan un apéndice nasal muy alargado. El saco gular está presente en ambos sexos, aunque en el macho es de mayor tamaño, es de color blanco en las hembras y amarillo blanquecino en los machos. Su nariz suele medir entre 10 y 20 milímetros.[cita requerida]
El lagarto fue considerado extinto cuando no fue vuelto a encontrar después de las colecciones originales, pero fue redescubierto en 2007. Posteriormente, se volvió a describir la especie, se descubrieron más localidades y se profundizó en la comprensión de su historia natural. Se encuentra amenazado de extinción debido a la pérdida de su hábitat natural en su reducida área de distribución.